# Falerii
Falerii (altgriechisch Φάλεριοι) war in der Antike die Hauptstadt der Falisker und im Bund mit den Etruskern eine bedeutsame Gegenspielerin der römischen Expansion. Es lag an der Stelle der heutigen italienischen Stadt Civita Castellana in Latium. Von römischer Zeit bis ins Mittelalter bestand eine Nachfolgesiedlung, ebenfalls mit dem Namen Falerii, einige Kilometer westlich. Sie wird in der modernen Literatur zur Unterscheidung auch Falerii Novi „neues Falerii“ genannt (die ursprüngliche Siedlung dementsprechend Falerii Veteres „altes Falerii“).

## Faliskisches Falerii (Falerii Veteres)

### Lage
Position: 42° 17′ 15″ N, 12° 25′ 4″ O
Das ursprüngliche Falerii befand sich etwa sieben Kilometer westlich des Tiber und 55 Kilometer nördlich von Rom. Das Siedlungsgebiet lag strategisch äußerst günstig auf den Felsplateaus einer von steil abfallenden Schluchten durchzogenen Landschaft. Die Zuflüsse des Treja, vor allem der Rio Maggiore und der Rio Filetto, haben sich in diesem Areal teilweise 90 Meter tief in den weichen Tuffsteinfelsen gegraben. Auf den dabei entstandenen Hügeln von Civita Castellana, Colonette,  Vignale und Celle erstreckten sich die einzelnen Stadtteile. Siedlungszentrum des klassischen Falerii ist das Castellanaplateau mit einer Oberfläche von 1100 × 400 Meter. Nur im Westen war der Zugang möglich, der aus diesem Grund mit einem Wall und Graben befestigt war. Die übrigen Steilhänge der Stadt wurden mit Mauern aus rechteckigen Tuffsteinen geschützt, von denen einige Reste noch heute sichtbar sind.

### Sage und Frühzeit
Der Gründungsmythos der Stadt findet sich in zahlreichen Erzählungen antiker Autoren wieder. So berichten einige (Ovid, Solinus), der Ort sei von Halesus, einem Sohn des Agamemnon, gegründet, andere (Plinius, Dionysios), er sei eine argivische Kolonie gewesen. In der Verwandtschaft mit Argos sind sich die antiken Autoren jedoch alle einig, ausgenommen Justinus, der Falerii als chalkidische Kolonie bezeichnet. Strabons Versicherung, dass ihre Bevölkerung, die Falisker, nicht etruskischer Herkunft sei, wird durch die Sprache auf den ältesten lokalen Inschriften gestützt. Eine Verwandtschaft mit den Sabinern kann zumindest durch sprachliche Vergleiche konstruiert werden. Dennoch werden die Falisker des Öfteren in der antiken Literatur auch als Volk Etruriens (Titus Livius) bezeichnet, wodurch zumindest zu Livius’ Zeiten eine enge Bindung an das etruskische Kernland bezeugt wird. Durch Grabungsbefunde ist belegt, dass das Gebiet seit dem 10. Jahrhundert v. Chr. besiedelt worden war, es zählt somit zu den ältesten dauerhaft bewohnten Zentren Mittelitaliens.

### Geschichte

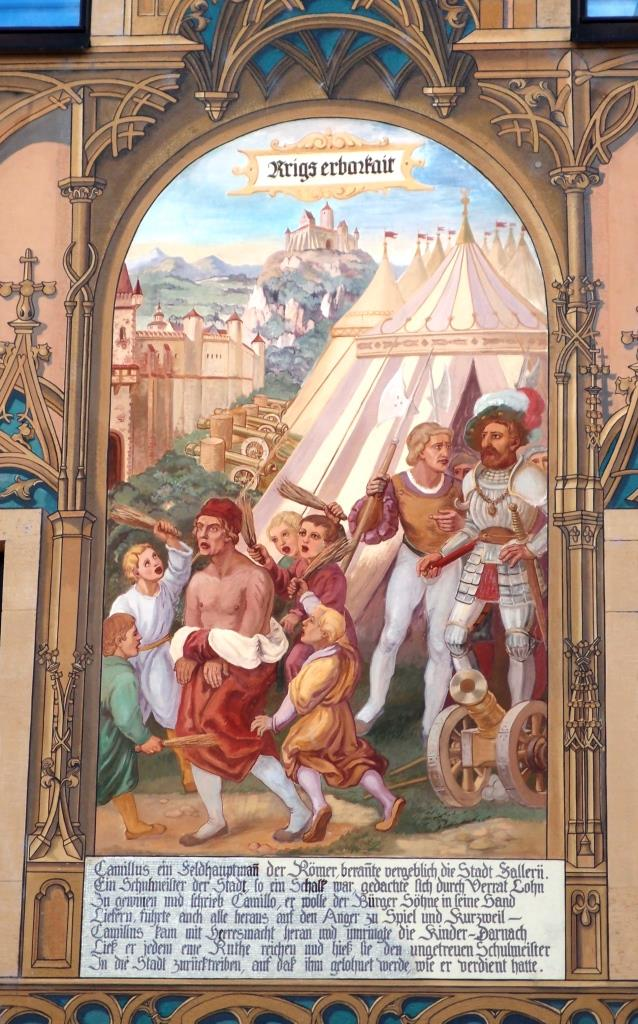
Darstellung der Falerii-Geschichte am Ulmer Rathaus

Die historisch übermittelte Geschichte Faleriis war vor allem durch immerwährenden Kriege gekennzeichnet. Bereits 437/436 v. Chr. zogen die Falisker an der Seite von Fidenae in den Kampf gegen Rom; sicherlich bezeugt dieses Bündnis langewährende gute Kontakte in den latinischen Raum. Von 402 bis 293 v. Chr. folgte Falerii den etruskischen Städten Veio und Tarquinia erneut in drei lange Kriege gegen die aufstrebende Tibermetropole. Zu einer der frühen Auseinandersetzungen gehört die Geschichte des Lehrers, der seine Schüler an den römischen Feldherren Marcus Furius Camillus verraten wollte – dieser wies das Angebot zurück und die Einwohner übergaben daraufhin die Stadt. Nach den jeweiligen Niederlagen fiel Falerii einer selbst verschuldeten Rebellion gegen Roms Vorherrschaft in der Endphase des ersten punischen Krieges zum Opfer. 241 v. Chr. wurde die Stadt eingenommen und zerstört. Der römische Senat siedelte die Bevölkerung auf das flache Land um und gründete hier westlich der alten Stadt eine gleichnamige Nachfolgesiedlung, zur Unterscheidung von der faliskischen Stadt modern Falerii Novi genannt. Im Mittelalter kehrten die Einwohner an den ursprünglichen, besser zu befestigenden Siedlungsplatz zurück, an dem die Stadt Civita Castellana entstand.

### Archäologische Funde
Keramikfunde innerhalb der Siedlung bezeugen Kontakte zwischen der Faliskerstadt und griechischen Händlern seit dem auslaufenden 8. Jahrhundert v. Chr. Insbesondere einige religiöse Zentren des alten Falerii sind noch zuzuordnen und bilden einen Großteil der ergrabenen Stätten. Der Apollontempel von Lo Scasato und ein bisher weitgehend unerforschter Gebäudekomplex befinden sich im Südosten des Hauptortes, ein großer und ein kleiner Tempel auf dem Vignale, der Tempel von Sassi Caduti unterhalb des Colonetteplateaus, der Altar von Ninfeo Rosa im Norden und der Tempel von Celle am Straßenkreuz, das in den faliskischen Norden führt. Die erhaltenen Fundamente im Bereich des Tempels von Celle verteilen sich auf eine Fläche von ca. 50 × 50 m. In gängigen Rekonstruktionen gehört er zu den größten religiösen Anlagen des gesamten etruskischen Ausstrahlungsraums und würde in seinen Dimensionen nur noch vom Triastempel auf dem römischen Kapitol und der Ara della Regina in Tarquinia übertroffen. Möglich ist jedoch auch eine wesentlich kleinere Rekonstruktion eines Gebäudes nur in einem Teil des Areals. Seine Zuordnung zur kriegerischen Hauptgottheit Faleriis, der Juno Quiritis, ist nicht gesichert, aber wahrscheinlich. Bekannt ist der Tempel von Celle vor allem für die Funde des Kopfes eines archaischen Göttinnenbildes und des Terrakotta-Hochreliefs einer weiblichen Gewandstatue. Auch die Artefakte der anderen Tempel der Stadt zeigen Meisterwerke der altitalischen Kunst. So fand man am Sassi Caduti-Heiligtum einen Mittelakroter aus Terrakotta mit zwei Kriegern und am Lo Scasato-Tempel eine hellenistische Terrakottastatue des Apollon. Die Funde sind heute im Museo Nazionale Etrusco di Villa Giulia in Rom und im Museo Archeologico dell’Agro Falisco im Forte Sangallo in Civita Castellana zu sehen. Neben den sakralen Stätten sind vor allem die sepulkralen Nekropolen erhalten. In den Fels geschlagene Kammer- und Schachtgräber finden sich rund um die antike Stadt und bezeugen die einst reiche Bevölkerung sowohl durch Anzahl, als auch durch Werte der gefundenen Grabbeigaben. Ähnliche Funde gibt es aus den Orten Calcata, 10 Kilometer südlich, und Corchiano, 8 Kilometer nordwestlich.

## Römisches Falerii (Falerii Novi)
Position: 42° 17′ 59″ N, 12° 21′ 34″ O

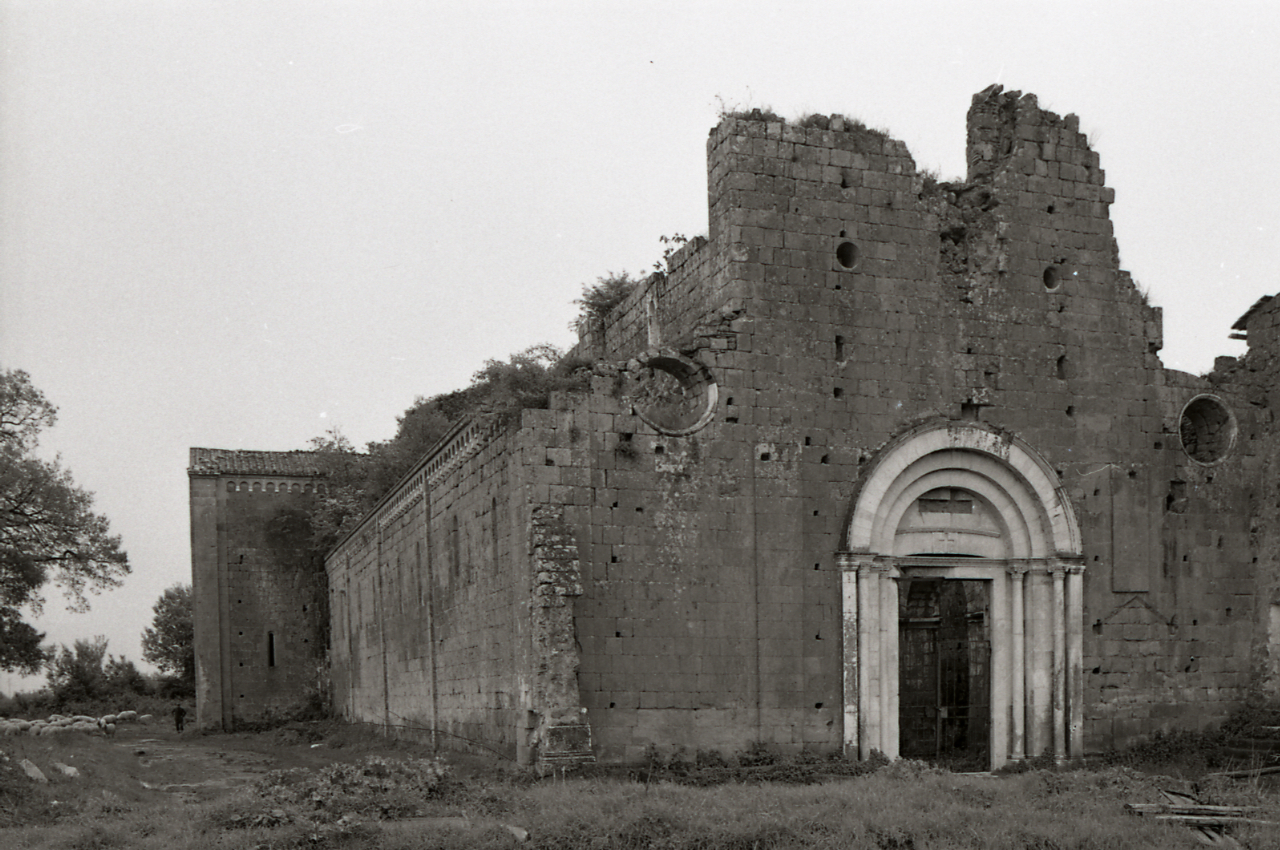
Ruinen der Abteikirche von Santa Maria, wie sie 1972 vor der Restaurierung präsentiert wurde, auf einem Foto von Paolo Monti.

Das römische Falerii (in der modernen Literatur zur Unterscheidung oft Falerii Novi; Lage) wurde nach der Zerstörung der faliskischen Siedlung von Falerii erbaut. Später tritt Falerii in der Geschichte kaum noch auf. Es wurde Kolonie (Iunonia Faliscorum), wohl unter Augustus, obwohl nach den Inschriften dies nicht vor der Zeit des Gallienus geschehen sein kann. Bischöfe residierten in Falerii, bis die Einwohner 1033 begannen, den Platz zugunsten der ursprünglichen Siedlung zu verlassen und Civita Castellana zu gründen. Die letzte Erwähnung Faleriis stammt aus dem Jahr 1064.
Falerii (Novi) lag an der Via Amerina, einer Straße, die die Via Cassia mit der Via Flaminia verband. Die Via Amerina kam südlich von Nepet und führte zum namensgebenden Ameria. Die Stadt war von einer 2108 m langen Mauer umgeben und weist einen ungefähr trapezförmigen Grundriss auf. Die Mauern gelten als ein Musterbeispiel sauber gearbeiteter römischer Militärarchitektur. Das berühmteste Tor, die Porta di Giove, aus dem späten 3. Jahrhundert v. Chr. besitzt einen Schlussstein mit Kopfprotome und ist hervorragend erhalten. Insgesamt besaß die Stadt ca. 50 Türme und neun Tore. Das römische Falerii wurde im 11. Jahrhundert aufgegeben. Die Stadtmauern sind aber noch heute von weitem sichtbar. Von den Gebäuden innerhalb der Mauern blieb oberhalb der Erde kaum etwas erhalten. Das Gebiet ist heute teilweise landwirtschaftliche Nutzfläche. Lediglich das Forum und das römische Theater, ebenso wie das außerhalb der Mauern gelegene Amphitheater, dessen Arena 54 × 32 m misst, sind ergraben.
Das einzige erhaltene Gebäude in Falerii Novi ist die Abteikirche von Santa Maria aus dem 12. Jahrhundert. In der Nähe befinden sich die Katakomben San Gratiliano und Santa Felicissima.
Neben den Ruinen der Stadt Falerii Novi entstand im 20. Jahrhundert die Siedlung Faleri, Ortsteil von Fabrica di Roma, mit Bahnhof an der Bahnstrecke Roma Flaminio–Viterbo.
Bodenradaruntersuchungen der Universitäten Cambridge und Gent haben im etwa 30 Hektar großen Areal der römischen Siedlung die Lage von bislang nicht erfassten Gebäuden (Badehaus, Amphitheater, Läden und Tempeln) bestimmen können.